# دانشگاه سنت الیزابت
دانشگاه سنت الیزابت (SEU) یک دانشگاه خصوصی کاتولیک و هنرهای لیبرال، مختلط، چهار ساله در شهر موریس، نیوجرسی است. بخش‌هایی از محوطه دانشگاه نیز در فلورهام پارک، نیوجرسی قرار دارد.

## تاریخچه
کالج سنت الیزابت در سال ۱۸۹۹ توسط خیریه خواهران سنت الیزابت تأسیس شد و یکی از اولین کالج‌های کاتولیک در ایالات متحده بود که به زنان مدرک اعطا کرد. آخرین کلاس تمام زنانه در سال ۲۰۱۹ فارغ‌التحصیل شد. این مؤسسه از اول ژوئیه ۲۰۲۰ توسط وزارت آموزش نیوجرسی وضعیت دانشگاه را دریافت کرد.